# Blanc.
blanc.（ブラン）は、日本のシンガーソングライター、DJ、リミキサー、音楽プロデューサー。MONKEY MAJIKのメンバー・Maynard Plantによるソロプロジェクトの名称。

## ディスコグラフィー

### 参加作品
| 発売日         | 曲名                                                 | 収録された作品                                           |                      |
| 2003年7月12日  | Sky High                                             | FreeTEMPO「The World Is Echoed.」                        | ゲストボーカル・作詞 |
| 2003年7月12日  | Duet                                                 | FreeTEMPO「The World Is Echoed.」                        | ゲストボーカル・作詞 |
| 2003年7月12日  | New Days                                             | FreeTEMPO「The World Is Echoed.」                        | ゲストボーカル・作詞 |
| 2005年1月21日  | PRELUDE                                              | FreeTEMPO「Oriental Quaint.」                            | ゲストボーカル・作詞 |
| 2005年1月21日  | IMMATERIAL WHITE                                     | FreeTEMPO「Oriental Quaint.」                            | ゲストボーカル・作詞 |
| 2005年3月2日   | Slow Back feat. blanc                                | SOUL SOURCE PRODUCTION「SOUL SOURCE PRODUCTION」         | ゲストボーカル・作詞 |
| 2008年9月24日  | Bergen feat. blanc.                                  | Weekenders「World's End」                                | ゲストボーカル       |
| 2008年12月10日 | Okay With Me feat. blanc.                            | COLDFEET「TEN」                                          | ゲストボーカル       |
| 2009年3月11日  | GINGER（blanc. remix）                               | 土屋アンナ「NUDY xxxremixxxxxxx!!!!!!!! SHOW!」          | リミックス           |
| 2009年10月7日  | Find My Way feat. blanc.                             | DAISHI DANCE「Spectacle.」                               | ゲストボーカル       |
| 2009年11月4日  | Rock With You                                        | COLDFEET「MJ THE TOUR」                                  | ゲストボーカル       |
| 2009年11月11日 | The Christmas Song                                   | Various Artists「Francfranc Presents Christmas Fantasy」 | ゲストボーカル       |
| 2010年3月10日  | Heart feat. blanc.                                   | FreeTEMPO「Life」                                        | ゲストボーカル       |
| 2010年6月23日  | forever                                              | Q;indivi+「ACACIA;」                                     | ゲストボーカル       |
| 2011年10月26日 | キミアイ feat. Maynard Plant（blanc./MONKEY MAJIK）  | NERDHEAD「BEHIND the TRUTH」                             | ゲストボーカル       |
| 2013年8月14日  | RAINDROPS feat. Maynard Plant（MONKEY MAJIK/blanc.） | DJ Deckstream「DECKSTREAM.JP」                           | ゲストボーカル・作詞 |

## 備考
- 「canvas」の収録曲「there she goes」「fait accompli」にはSayulee、「shade of gray」「solstice」にはAMWEをそれぞれゲストボーカルとして起用。